# أبو ثور البغدادي
أَبُو ثَوْرٍ إِبْرَاهِيمُ بْنُ خَالِدِ بْنِ أَبِي الْيَمَانِ الْكَلْبِيُّ الْبَغْدَادِيُّ الشَّافِعِيُّ ويُعرف اختصارًا بـ أبي ثور البغدادي (نحو 170 – 27 صفر 240هـ / 764 – 854م) هو فقيه عراقي من بغداد وصاحب الإمام الشافعي، وناقل الأقوال القديمة عنه، ويعد أحد أهم فقهاء الدين المأخوذ برأيهم. ذكر أنه حين قدم الشافعي العراق وأخذ عنه رفض مذهبه الأول واتبع مذهب الشافعي حتى مات.
توفي في 27 صفر سنة 246هـ ببغداد والموافق 22 مايو 860، ودفن بمقبرة تسمى بباب الكناس .
يصفه ابن حبان بقوله: «كان أحد أئمة الدنيا فقهاً وعلماً وورعاً وفضلاً وديانةً وخيراً، ممن صنّف الكتب وفرّع على السنن، وذبّ عن حريمها، وقمع مخالفيها».

## أقوال أحمد بن حنبل فيه

تخطيط اسم أحمد بن حنبل كما هو منقوش في المسجد النبوي

وقال أبو مزاحم موسى بن عبيد الله بن يحيى بن خاقان، عن عمه عبد الرحمن: سألت أبا عبد الله أحمد بن محمد بن حنبل عن المعروف بأبي ثور فقال: لم يبلغني إلا خير، إلا أنه لا يعجبني الكلام الذي يصيرونه في كتبهم.
وقال أبو العباس البراثي: كنت عند أحمد بن حنبل، فسأله رجل عن مسألة في الحلال والحرام، فقال له أحمد: سل عافاك الله غيرنا، قال: إنما نريد جوابك يا أبا عبد الله، فقال: سل عافاك الله غيرنا، سل الفقهاء، سل أبا ثور.
وقال أبو بكر الأعين: سألت أحمد بن حنبل: ما تقول في أبي ثور؟ قال: أعرفه بالسنة منذ خمسين سنة وهو عندي في مسلاخ سفيان الثوري.

## وصلات خارجية
- إِبْرَاهِيمُ بْنُ خَالِدٍ أَبُو ثَوْرٍ الْكَلْبِيُّ - بيانات الراوي.